# Luolian
Luolian (kinesiska: 罗联)  är en socken i sydöstra Kina. Den ligger i stadsdistriktet Changle i staden Fuzhou i provinsen Fujian, omkring 29 kilometer sydost om provinshuvudstaden Fuzhou. Antalet invånare är 6 426. Befolkningen består av 3 152 kvinnor och 3 274 män. Barn under 15 år utgör 14,0 %, vuxna 15-64 år 73 %, och äldre över 65 år 12,0 %.